# John Sloan (Politiker)
John Trimmier Sloan Jr. (* 5. Juni 1846 im Pickens County, South Carolina; † 28. Februar 1909 in Greensboro, North Carolina) war ein US-amerikanischer Politiker. Zwischen 1903 und 1907 war er Vizegouverneur des Bundesstaates South Carolina.

## Werdegang
John Sloan absolvierte die High School und diente dann während des Bürgerkrieges im Heer der Konföderation. Nach einem anschließenden Jurastudium an der University of South Carolina und seiner 1868 erfolgten Zulassung als Rechtsanwalt begann er in diesem Beruf zu arbeiten. Spätestens seit 1880 praktizierte er in Columbia, der Hauptstadt South Carolinas. Er war auch an mehreren Unternehmen und dem Aufbau der Straßenbahn von Columbia beteiligt. Gleichzeitig schlug er als Mitglied der Demokratischen Partei eine politische Laufbahn ein. 1874 wurde er in das Repräsentantenhaus von South Carolina gewählt; im Juni 1888 nahm er als Delegierter an der Democratic National Convention in St. Louis teil, auf der Präsident Grover Cleveland zur dann erfolglosen Wiederwahl nominiert wurde. Von 1890 bis 1898 saß er im Senat von South Carolina. Im Jahr 1895 war er Delegierter zu einem Verfassungskonvent seines Heimatstaates.
1902 wurde Sloan an der Seite von Duncan Clinch Heyward zum Vizegouverneur von South Carolina gewählt. Dieses Amt bekleidete er nach einer Wiederwahl zwischen 1903 und 1907. Dabei war er Stellvertreter des Gouverneurs und Vorsitzender des Staatssenats. Nach dem Ende seiner Zeit als Vizegouverneur betätigte er sich wieder als Anwalt.  Er starb am 28. Februar 1909 in einem Zug auf der Heimreise von einem Krankenhausaufenthalt in Philadelphia.